# Stazione di Innsbrucker Platz
La stazione di Innsbrucker Platz è una stazione ferroviaria posta sulla Ringbahn di Berlino; è servita dai soli treni della S-Bahn.

## Movimento
La stazione è servita dalle linee S 41, S 42 e S 46 della S-Bahn.

## Interscambi
- Fermata metropolitana (Innsbrucker Platz, linea U 4)[1]
- Fermata autobus